# Susanville (California)
Susanville (anteriormente conocida como Rooptown), fundada en 1900, es una ciudad y sede de condado del condado de Lassen en el estado estadounidense de California. En el año 2009 tenía una población de 16.324 habitantes y una densidad poblacional de 885 personas por km².

## Geografía
Susanville se encuentra ubicada en las coordenadas 40°24′59″N 120°39′11″O / 40.41639, -120.65306. Según la Oficina del Censo, la ciudad tiene un área total de 15,3 km² (5,9 mi²), de la cual 15,3 km² (5,9 mi²) es tierra y 0 km² (0 mi²) (0.00%) es agua.

## Demografía
Según la Oficina del Censo en 2000 los ingresos medios por hogar en la localidad eran de $35,675, y los ingresos medios por familia eran $45,216. Los hombres tenían unos ingresos medios de $29,973 frente a los $27,044 para las mujeres. La renta per cápita para la localidad era de $13,238. Alrededor del 14.3% de la población estaban por debajo del umbral de pobreza.